# Louis-Armand de Lom d’Arce
Louis-Armand de Lom d’Arce (* 9. Juni 1666 in Lahontan; † 21. April 1716), auch genannt Baron de Lahontan, war ein französischer Offizier und Reisender in den französischen Kolonien Nordamerikas.

## Biografie
Er war der älteste Sohn von Isaac de Lom d’Arce, Baron von Lahontan, und seiner zweiten Frau Françoise Le Fascheux de Couttes. Sein Vater, etwa um 1594 geboren, hatte 18 Jahre seines Lebens und enorme Geldmengen darauf verwendet, den Gave de Pau, einen Fluss in den Pyrenäen, zu begradigen, um ihn von Pau nach Bayonne schiffbar zu machen. Er kaufte das Landgut Esleix und das Baronat Lahontan, wo er sich auch ansiedelte. Seine erste Ehe mit Jeanne Guérin blieb kinderlos. Als sie verstarb, heiratete der Siebziger erneut, und seine zweite Ehefrau schenkte ihm noch drei Kinder. Isaac de Lom d’Arce verstarb verarmt am 4. November 1674.

### Erste Überfahrt
Im Alter von 17 Jahren brach Louis-Armand de Lom d’Arce, der den Titel von seinem Vater geerbt hatte, wahrscheinlich am 29. August 1683 mit drei Kompanien Marinesoldaten an Bord der Fregatte Tempête von La Rochelle auf, um am 7. November desselben Jahres in Québec nordamerikanischen Boden zu betreten. Nachdem er vermutlich in Beaupré den Winter verbracht hatte, besuchte Louis-Armand im Mai 1684 die Île d’Orléans und die Dörfer der Indianer in der Umgebung, bevor er nach Montréal zog, wo der Gouverneur Joseph-Antoine Le Febvre de La Barre gerade eine Expedition gegen die Irokesen auf die Beine stellte. Louis-Armand verließ Montreal Ende Juni mit den französischen Truppen und erreichte das Fort Frontenac Mitte Juli. Er beteiligte sich an der am 5. September 1684 stattfindenden Friedensverhandlung mit Häuptlingen der Irokesen an der Anse de La Famine am südlichen Ufer des Ontariosees. Joseph-Antoine Le Febvre de La Barre hatte eine kleine Armee von Milizionären, Regulären und verbündeten Indianern mitgenommen, die aber sehr bald an Krankheiten und Hunger litten. Der Onondaga-Häuptling Otreouti, genannt „Grande Gueule“ (deutsch Aufschneider), war Anführer eines der fünf Irokesenstämme und führte das Wort. Er machte den Franzosen schnell klar, dass sich die Indianer unbeeindruckt von der kleinen Armee in der alleinigen Position sahen, einen Frieden zu schließen oder nicht. Mit fast leeren Händen kehrten Le Febvre de La Barre und mit ihm Louis-Armand und eine dezimierte Truppe nach Montreal zurück. Otreouti versprach 1.000 Biberfelle als Kompensation für jüngste Einfälle der Irokesen gegen die Franzosen, aber er weigerte sich, Frieden mit den Illinois zu schließen, den Geschäftspartnern der Franzosen.

### Erster Feldzug

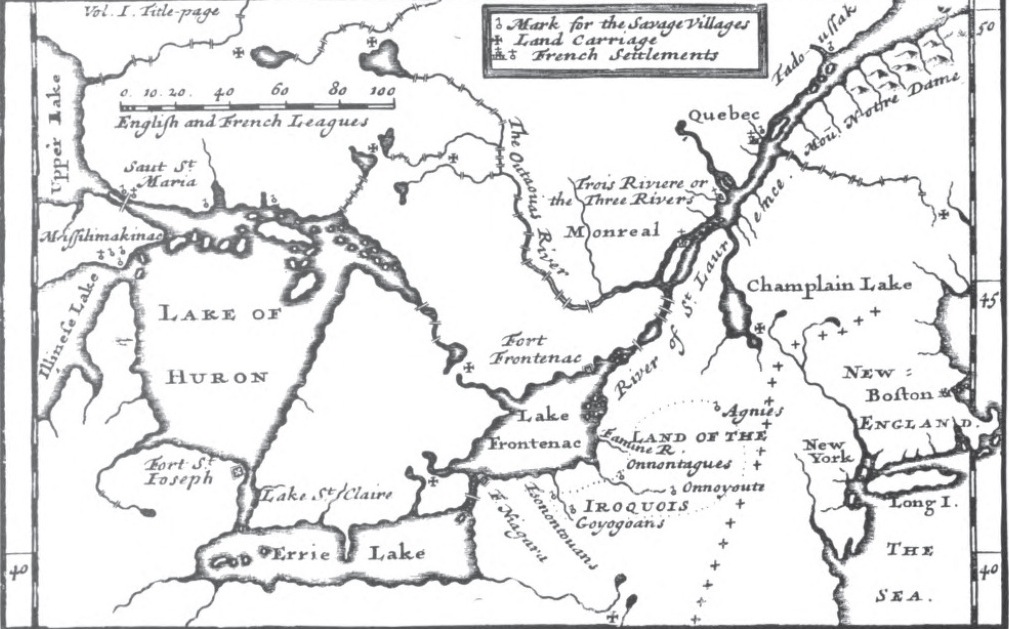
Louis-Armand de Lom d’Arces Karte des Gebiets um den Huronsee, Eriesee und Ontariosee

Louis-Armand verbrachte den darauffolgenden Winter in der Garnison von Montréal, nutzte aber jede Gelegenheit, lange Jagdausflüge mit den Indianern zu unternehmen. Ende März 1685 überquerte er den Sankt-Lorenz-Strom in Richtung des Forts Chambly, um die Kanus auf Pelzschieber zu kontrollieren. Gegen Mitte September bezog er sein Winterquartier in Boucherville, wo er vermutlich bis Mai 1687 wohnte. Im Juni 1687 verließ Louis-Armand Montréal mit den neuen Gouverneur Jacques-René de Brisay, der gegen den Irokesenstamm der Seneca Krieg führen wollte. Im Fort Frontenac angekommen, erkannte er einen der gefangengenommenen Irokesen, als einen, mit dem er an 1684 an der Anse de La Famine Freundschaft geschlossen hatte. Louis-Armand protestierte empört gegen die Behandlung der Gefangenen, was ihm einen Arrest in seinem Zelt über mehrere Tage einbrachte. Am 13. Juli gerieten die französischen Truppen in einen Hinterhalt der Irokesen. Louis-Armand lieferte eine anschauliche Beschreibung über die Verwirrung, die auf französischer Seite eintrat.

### Fort Saint-Joseph
Louis-Armand rechnete mit einer Rückkehr nach Frankreich, wenn dieser Feldzug beendet wäre. Aber wegen seiner inzwischen angeeigneten Sprachkenntnisse des Algonquin beorderte ihn Jacques-René de Brisay, einen Verband im Fort Saint-Joseph am St. Clair River zu leiten. Mitte September kam er an diesem Fort an, das Daniel Greysolon, sieur du Luth ein Jahr zuvor eingerichtet hatte, und übernahm das Kommando. Nach einem Winter der Einsamkeit verließ er das Fort am 1. April 1688 und begab sich zum Fort Michilimackinac, unter dem Vorwand, Proviant für seine Männer zu holen, aber wahrscheinlich wollte er etwas gegen seine Langeweile tun. Er kam Anfang Mai in Michilimackinac an, als plötzlich Pater Jean Cavelier, Pater Anastase Douay, Henri Joutel und andere Überlebende der tragischen Expedition von Robert Cavelier de La Salle zum Mississippi auftauchten. All diese Leute waren auf dem Weg nach Montréal. Dort traf er auch Kondiaronk, Häuptling der Tionontati und einer großen Zahl Huronen, die sich seinem Stamm angeschlossen hatten, genannt „Die Ratte“, den er später in seinem Werk Dialogues porträtieren sollte. Louis-Armand war auch Zeuge einer Hinrichtung eines gefangenen Irokesen, den Kondiaronk dem Kommandanten, Denis-Joseph Jucherau de La Ferté, übergeben hatte.

### Aufgabe des Forts
Louis-Armand kehrte am 1. Juli 1688 zum Fort Joseph zurück, nicht ohne zuvor Umwege einzuschlagen, die ihn zuerst nach Norden in Richtung Sault Ste. Marie führten, wo er 40 junge Saulteaux-Krieger rekrutierte, dann nach Osten bis zur Insel Manitoulin. Nachdem er eilig die mitgebrachten Säcke mit Getreide im Fort Joseph abgeladen hatte, brach er zusammen mit seinen alliierten Saulteaux und Odawa zwei Tage später auf. Sie folgten dem südlichen Ufer des Eriesees und lieferten sich gelegentliche Gefechte mit Trupps von Cayuga, einem Volk der Irokesen. Am 24. August ins Fort zurückgekommen, erfuhr Louis-Armand, dass die Garnison des Fort Niagara durch Skorbut dezimiert wurde und dass sein Kommandant Raymond Blaise Des Bergères de Rigauville den Befehl erhalten hatte, es aufzugeben und sich mit der Handvoll von Überlebenden nach Fort Frontenac zurückzuziehen. Da der Proviant und die Munition in Saint-Joseph höchstens für zwei Monate gereicht hätte, entschied Louis-Armand, dass sein Fort aufgrund der neuen Situation nicht gehalten werden konnte. Es wurde am 27. August in Brand gesteckt und Louis-Armand und seine Leute begaben sich nach Michilimackinac, wo sie am 10. September ankamen. Die Jahreszeit war für eine Reise nach Québec schon zu weit fortgeschritten, so dass Louis-Armand Vorbereitungen für eine Erkundungsreise in Richtung Süden traf.

### Erkundungsreise zum Mississippi

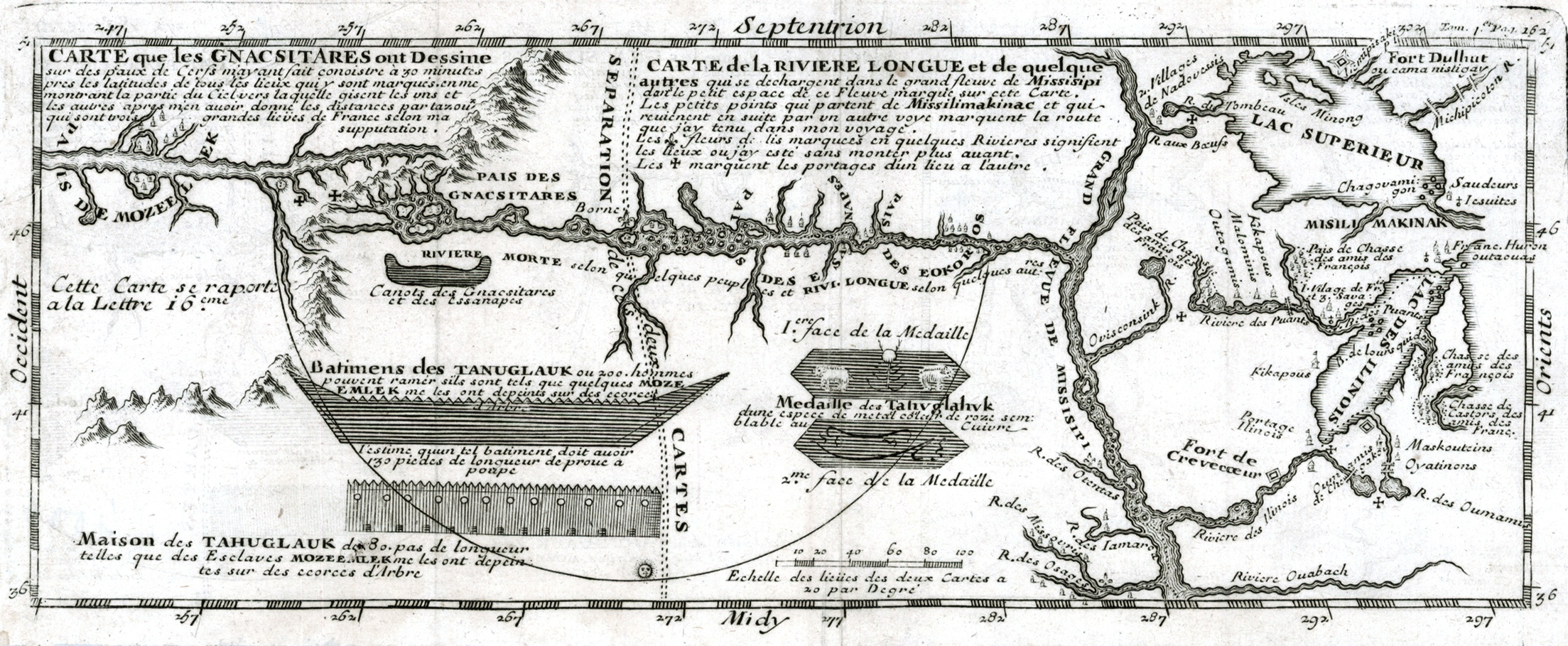
Karte der Rivière Longue

Am 24. September 1688 startete er eine Expedition mit einem Trupp Soldaten und fünf Odawa-Jägern, für deren Verlauf es keine gesicherte Dokumentation gibt. Er überquerte vermutlich den Michigansee, um an der Green Bay dem Fox River flussaufwärts zu folgen. Der Trupp erreichte den Wisconsin River und folgte diesem flussabwärts bis zur Mündung in den Mississippi. Sie reisten diesen flussaufwärts bis zur Mündung eines aus Westen einströmenden Flusses, den Louis-Armand La Rivière longue (deutsch der lange Fluss) nannte, und er gab an, diesen über mehrere hundert Meilen erforscht und dabei verschiedene indianische Stämme getroffen zu haben. Ihre Rückkehr führte sie mit Kanus über den Wabash River und den Illinois River zurück zum Michigansee und schließlich am 22. Mai 1689 zu Michilimackinac. Diese Reise gilt unter Historikern als umstritten angesichts der zurückgelegten Entfernungen bei winterlichen Bedingungen. Es wird bezweifelt, ob es die Reise in dieser Form überhaupt gegeben hat.

### Schlacht von Québec

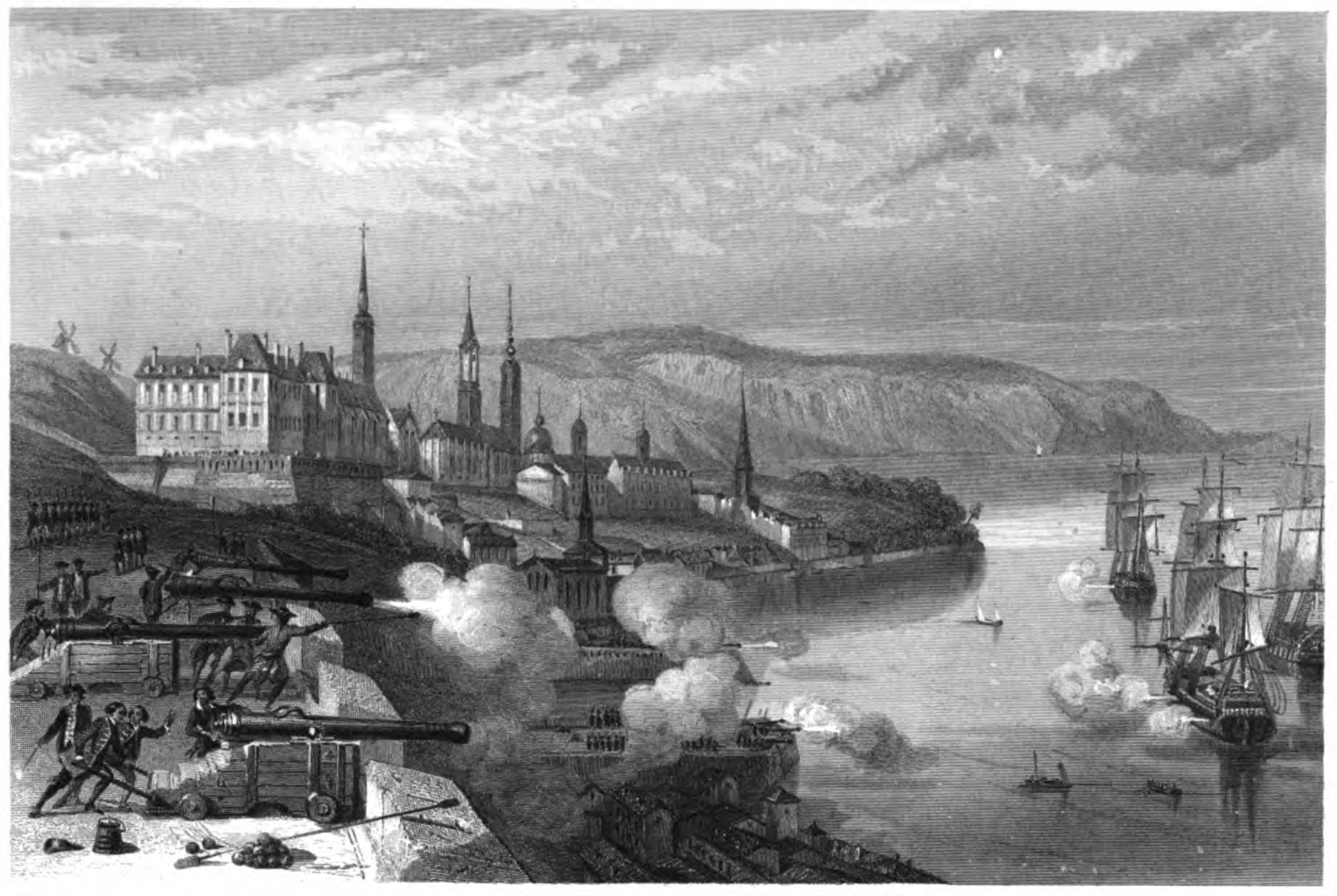
Verteidigung von Québec 1690

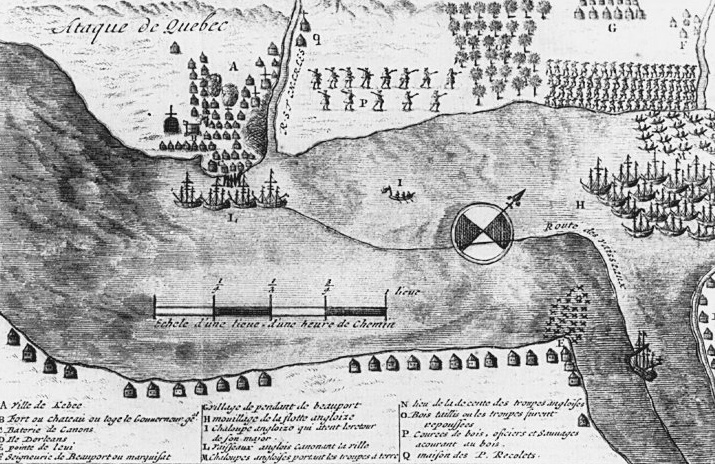
Zeitgenössische Darstellung der Schlacht

Anfang Juni 1689 verließ Louis-Armand Michilimackinac und sollte auch nicht mehr in den Westen zurückkehren. Er erreichte Montréal am 9. Juli, nachdem Philippe de Rigaud de Vaudreuil ihn bei den Lachine-Stromschnellen vor dem Ertrinken gerettet hatte. Er begab sich etwas später nach Québec, um am 12. Oktober bei der Ankunft von Louis de Buade de Frontenac zugegen zu sein, der das zweite Mal zum Gouverneur von Neufrankreich berufen worden war. Louis-Armand erfuhr, dass sein Baronat von Labatut in der Zwischenzeit beschlagnahmt worden war, und bat deshalb erneut um die Erlaubnis, nach Frankreich zurückzukehren. Frontenac aber forderte seine Dienste, überließ ihm jedoch eine Unterkunft und seine Geldbörse. Im folgenden Frühjahr ersuchte Frontenac Louis-Armand, zu den Irokesen zu reisen, um ihnen Friedensangebote vorzulegen. Louis-Armand lehnte ab. Pierre d’Aux (Eau) de Jolliet nahm an seiner Stelle den Auftrag an und wurde mit Feindseligkeit von den Indianern aufgenommen, wie Louis-Armand es vorhergesehen hatte. Er stieg nach und nach in der Gunst von Frontenac auf und begleitete ihn im Juni 1690 nach Montréal. Im Oktober erreichte sie dort die Nachricht von einer englischen Flotte unter dem Kommando von Sir William Phips, die den Sankt-Lorenz-Strom herauffuhr. Louis-Armand kehrte eilig mit Frontenac nach Québec zurück und kämpfte mit den französischen Einheiten in den Wäldern gegen die ausgeschifften englischen Truppen.

### Erste Rückreise nach Frankreich
Ende November, nachdem sich die Temperaturen kurzzeitig erholt hatten, schickte Frontenac Louis-Armand an Bord der Fleur de Mai nach Frankreich, um die Botschaft des Sieges zu überbringen. Mitte Januar 1691 kam das Schiff in La Rochelle an. Dort erfuhr Louis-Armand vom Tod des Staatsministers Jean-Baptiste Colbert, marquis de Seignelay, für den er von Frontenac ein Empfehlungsschreiben dabei hatte. Sein Nachfolger, Louis II. Phélypeaux de Pontchartrain, verweigerte ihm einen Urlaub und ordnete stattdessen seine Rückkehr nach Québec am Ende des Sommers an. Immerhin wurde Louis-Armand zum Hauptmann bei halbem Lohn befördert. In Paris fand er seine Familienangelegenheiten als hoffnungslos verworren vor. Enttäuscht über die fehlenden Fortschritte kehrte Louis-Armand nach La Rochelle zurück, schiffte sich Ende Juli auf der Honoré ein und kam am 18. September in Québec an. Im Laufe des darauffolgenden Winters versuchte Frontenac, eine Heirat zwischen Louis-Armand und seiner 18 Jahre alten Patentochter Geneviève Damours, Tochter von Mathieu d’Amours de Chauffours, zu arrangieren, doch Louis-Armand lehnte ab.

### Gefecht auf Neufundland

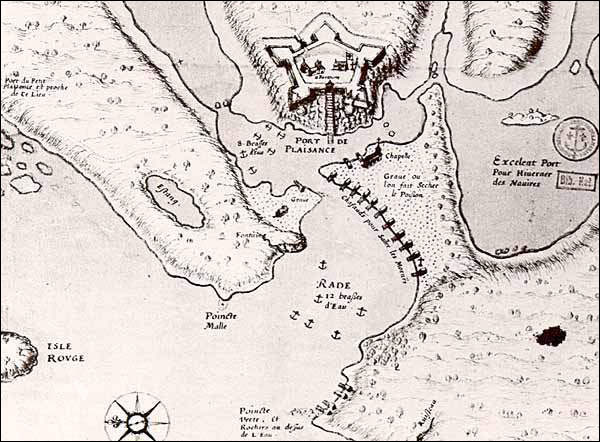
Fort Plaisance (Placentia) 1675

Im Sommer 1692 unterbreitete Louis-Armand seinem Gouverneur erneut ein altes Projekt zur Verteidigung der Westgrenze, das die Einrichtung von drei Forts vorsah, eines an der Mündung des Niagara River, eines bei Saint-Joseph und eines an der Georgian Bay. Leichte Truppentransportschiffe, mit 50 baskischen Matrosen bemannt, sollten die Verbindung zwischen den Forts aufrechterhalten. Frontenac gefiel das Projekt auf Anhieb, und er genehmigte Louis-Armand die Rückreise nach Frankreich, um das Projekt dem Hof vorzulegen. Dieser schiffte sich am 27. Juli 1692 auf der Sainte-Anne ein. Das Schiff kam am 18. August in Placentia auf Neufundland an und wartete einen Monat lang auf baskische Fischer, die es nach Frankreich eskortieren sollte. Am 14. September jedoch wurden fünf englische Kriegsschiffe gesichtet mit Kurs auf Placentia. Der Gouverneur von Neufundland, Jacques-François de Monbeton de Brouillan, traf Vorkehrungen für die Verteidigung des Hafens. Louis-Armand wurde mit 60 baskischen Matrosen auf einen vorgeschobenen Posten beordert. Am 17. September verhinderten Louis-Armand und seine Matrosen mehrere Versuche der Engländer, an Land zu kommen. Am nächsten Tag wurden Louis-Armand und Philippe de Pastour de Costebelle an Bord des Flaggschiffs, der St. Alban’s, empfangen, um einen Austausch von Kriegsgefangenen vorzubereiten. Am 19. September bombardierten sich die Kriegsparteien den ganzen Tag, aber die Engländer zogen schließlich entmutigt ab. Am 6. Oktober brach Louis-Armand zum zweiten Mal innerhalb von zwei Jahren nach Frankreich auf, um die Neuigkeiten eines französischen Sieges zu überbringen, und in beiden Fällen hatte er mitgewirkt. Die Fahrt über den Atlantischen Ozean dauerte 17 Tage, bevor Louis-Armand in Saint-Nazaire ausschiffte und eilig nach Versailles weiterreiste. Sein Projekt der Befestigung der Großen Seen löste wenig Aufmerksamkeit aus, aber seine Tapferkeit bei der Verteidigung von Placentia führte am 1. März 1693 zu seiner Aufnahme in die Marinegarde und am 15. März zu seiner Beförderung zum königlichen Leutnant in Placentia mit dem Kommando über eine Kompanie von 100 Soldaten.

### Fahnenflucht
Am 12. Mai 1693 schiffte sich Louis-Armand erneut in Saint-Nazaire ein. Bei der Überfahrt nach Neufundland wurde ein englisches Schiff, mit Tabak beladen, aufgebracht. Am 20. Juni erreichte Louis-Armand Placentia. Brouillan war allerdings verärgert über die Ernennung von Louis-Armand, die Unstimmigkeit zwischen den Männern spitzte sich zu. Brouillan berichtete dem Minister, Louis-Armand vernachlässige seine Pflichten als Leutnant bei der Verteilung der Vorräte, stelle seine Autorität und seine ergriffenen Maßnahmen in Frage  und halte er seine Soldaten von ihren Aufgaben ab, indem er sie sein Brennholz schneiden lasse. Louis-Armand bezichtigte seinen Vorgesetzten, seine Männer schlecht zu behandeln und seine Position unrechtmäßig auszunutzen, und er komponierte Lieder mit beleidigenden Texten gegenüber seinem Gouverneur. Um seinen unliebsamen Offizier loszuwerden, schlug Brouillan ihn ohne sein Wissen für einen Posten als Kommandant der Insel Saint-Pierre vor. Der Höhepunkt des Streits erfolgte am 20. November 1693, als Brouillan und seine Diener maskiert bei einem Abendessen mit geladenen Gästen bei Louis-Armand auftauchten, Tische und Bänke umstießen und Flaschen und Gläsern zerschlugen. In den folgenden Tagen kam es zu Zusammenstößen zwischen der Dienerschaft Brouillans und Louis-Armands, und Brouillan bezichtigte zwei Soldaten von Louis-Armand, die in der Region Arbeit verrichteten, der Fahnenflucht. Louis-Armand befolgte den Rat der Franziskaner und suchte eine gütliche Einigung. Er fürchtete jedoch die Konsequenzen von Brouillans Berichten und traf in seiner Verzweiflung eine Entscheidung. Er zahlte dem Kapitän des einzigen vor Anker liegenden Schiffs die enorme Summe von 1.000 Écu dafür, dass er ihn mit nach Europa nehme.

### Reise durch Europa
Louis-Armand kam Ende Januar 1694 in Viana do Castelo (Portugal) an. Er reiste weiter nach über Porto und Coimbra nach Lissabon. Im April ging er an Bord eines Schiffes zu den Niederlanden. Er besuchte Rotterdam und Amsterdam, bevor er nach Hamburg weiterreiste. Dort schrieb er am 16. Juni 1694 einen von ihm nicht veröffentlichten Brief, in dem er schildert, zwei Franzosen getroffen zu haben, die an der letzten Expedition von Robert Cavelier de La Salle teilgenommen haben sollen. Im gleichen Monat begab sich Louis-Armand nach Kopenhagen, wo der französische Minister ihn dem dänischen Hof vorstellte und ihm Briefe für die Höflinge in Versailles mitgab. Aber als er am französischen Hof im Dezember 1694 vorsprach, wollte Pontchartrain ihn nicht empfangen. Seine Reise in das Béarn 1695 verlief ebenfalls enttäuschend. Das Schloss von Lahontan war verkauft worden und der einstige Baron war ein Fremder in seiner Geburtsgemeinde geworden. Er war gerade dabei, juristische Fragen in Nachbargemeinden zu klären, da erhielt er die Ankündigung, dass ein Haftbefehl gegen ihn erteilt wurde. Er überquerte in Verkleidung die Pyrenäen und erreichte Spanien. Seinen letzten veröffentlichten Brief schrieb er am 8. Oktober 1695 in Saragossa.

### Seine letzten Jahre
Über seine letzten Jahre ist wenig bekannt. 1697 bat er vergeblich um eine Wiederaufnahme auf einen Posten im Westen von Neufrankreich. Ein Brief von François d’Usson de Bonrepaus zeigt an, dass Louis-Armand sich am 18. September 1698 in Den Haag aufhielt und dass er einen Posten als französischer Diplomat in Spanien für ein moderates jährliches Einkommen von 400 Écu annahm. Am 1. und 7. September 1699 schrieb er an den Herzog von Jovenazo, dass er von Lissabon zurück sei, wo er am spanischen Hof Dokumente bezüglich des Mississippi übergeben habe. 1702 hielt er sich vermutlich in den Niederlanden auf, wo sein Buch Nouveaux Voyages dans l’Amerique Septentrionale (deutsch Neue Reisen in Nordamerika) 1703 erschien. Kurz vorher reiste er nach England, wo er vermutlich bestimmte Arbeiten über Nordamerika verfasste, die ihm zugeschrieben werden. Seine Spuren verlieren sich bis zum November 1710, als Gottfried Wilhelm Leibniz angab, dass Louis-Armand sich am Hofe des Kurfürsten von Hannover aufhalte, aber bei schlechter Gesundheit sei. Es wird allgemein angenommen, dass Louis-Armand de Lom d’Arce im Jahre 1716 verstarb, was aus der Veröffentlichung eines seiner Hefte als posthumer Ehrenerweisung durch Leibniz im Jahre 1716 abgeleitet werden könnte.

## Nachbetrachtung
Es gibt keine Porträts von Louis-Armand. Es wird angenommen, dass er groß gewachsen, schlank und blass war. In seiner Zeit in Neufrankreich hat er vermutlich bislang wenig erkundete Gebiete um den Mississippi besucht und war zweimal an der erfolgreichen Verteidigung von englischen Angriffen beteiligt. Andererseits hat er keine größeren Spuren in der Neuen Welt hinterlassen. Bis auf seinem letzten Aufenthalt in Placentia wurde er im offiziellen Schriftverkehr kaum erwähnt. Aber mit seinen in den späten Jahren erschienenen Werken, die auf seinem Tagebuch und seinen Notizen basieren, brachte er Nordamerika nach Europa und wurde einer der meistgelesenen Autoren in der ersten Hälfte des 18. Jahrhunderts. Die drei Bücher umfassen eine große Vielfalt an Themen. In Nouveaux Voyages dans l’Amerique Septentrionale erzählt er in Briefform, die in jener Zeit en vogue war, von seinen zehn Jahren in Neufrankreich, darunter auch seine möglicherweise imaginäre Reise zum Rivière longue. Die Mémoires de l’Amérique septentrionale (deutsch Erinnerungen an Nordamerika) liefern eine malerische Beschreibung der Geografie Neufrankreichs, gefolgt von einer anthropologischen Studie über die Ureinwohner, einer linguistischen Bemerkung und einem Glossar der Algonquin-Sprache. Der Supplement aux Voyages ou Dialogues avec le sauvage Adario (deutsch Nachtrag zu den Reisen oder Dialoge mit dem Wilden Adario) ist in der Form einer Reiseerzählung geschrieben und handelt von europäischen Ländern, die in der damaligen Zeit wenig bekannt waren: Portugal, Aragón, die Niederlande, die hanseatischen Städte und Dänemark. Der Rest des Buches gibt fünf fiktive Unterhaltungen mit einem Indianerhäuptling namens Adario wieder. Adario ist ein partielles Anagramm von Kondiaronk. Sie handeln von Themen wie dem christlichen Glauben, der Gesellschaft, den französischen Gesetzen, der Medizin und der Heirat. Die Wiedergabe von Erlebnissen wird in den Büchern angereichert mit kritischen Gedanken über Korruption in den Kolonien, das Verbot der Einreise von Hugenotten, den Versuch der Auslöschung der Irokesen oder über die sogenannten Töchter des Königs. Darüber hinaus bilden Louis-Armands Werke eine Zusammenfassung von philosophischen Gedanken des beginnenden 18. Jahrhunderts über Aberglaube, Untugenden der europäischen Gesellschaft, die Mängel an Logik der christlichen Dogmen und die Tugenden des „guten Wilden“. Die gleichen Ideen finden sich in den späteren Werken Gullivers Reisen von Jonathan Swift (1726), Discours sur l’origine et les fondements de l’inégalité parmi les hommes von Jean-Jacques Rousseau (1754), L’Ingénu – Der Freimütige von Voltaire (1767) und Supplément au voyage de Bougainville von Denis Diderot (1796 publiziert) wieder. 1827 erschien das Werk Les Natchez von François-René de Chateaubriand. Eine der Hauptpersonen trägt den Namen Adario und die Namen aller Ureinwohner tauchen im Glossar von Louis-Armand de Lom d’Arce auf.

## Werke
- Baron de Lahontan: Nouveaux Voyages dans l’Amerique Septentrionale. Den Haag, 1703. Digitalisat auf Google Books (französisch)
- Baron de Lahontan: Dialogues de Monsieur le Baron de Lahontan et d’un sauvage dans l’Amérique. London, 1704. Digitalisat auf Gallica (französisch)
- Baron de Lahontan: Mémoires de l’Amérique septentrionale ou la suite des Voyages de Monsieur le Baron de Lahontan. Den Haag, 1704. auf Google Books (französisch)
- Réal Ouellet, Alain Beaulieu (Hrsg.): Lahontan: Œuvres complètes. PUM, Montréal 1990, ISBN 978-2-7606-1516-8.